# Фрактальная поверхность

Фрактальная поверхность (англ. Fractal landscape) — поверхность, генерируемая с использованием стохастического алгоритма, предназначенного для создания фрактальных объектов, имитирующая внешний вид природного ландшафта. Иными словами, фрактальная поверхность появляется не в результате жестко заданной процедуры, а является скорее случайным объектом, обладающим свойствами фрактала.
Многие природные объекты обладают в той или иной форме свойством статистического самоподобия, которое может быть смоделировано с помощью фрактальных поверхностей. Кроме того, изменения текстуры поверхности содержат важную информацию об ориентации и наклонах поверхностей, а использование почти самоподобных объектов может помочь смоделировать природные визуальные эффекты. Моделирование участков земной поверхности со сложным рельефом с использованием фрактального броуновского движения впервые предложил французско-американский математик Бенуа Мандельброт.
Поскольку предполагаемым результатом компьютерного моделирования является создание поверхности, а не математической функции, в процессе моделирования в целях получения более достоверного результата часто используются средства, которые могут повлиять на стационарность и даже общее фрактальное поведение такой поверхности.
По словам американского скульптора и журналистки Р. Ширер, компьютерное моделирование природных поверхностей и ландшафтов стало главным поворотным моментом в истории искусства, поскольку оно стирает различие между генерируемым компьютером изображениями и природными объектами. Первым использованием в киносъёмках пейзажа, сгенерированного компьютером, стал фильм 1982 года Звёздный путь 2: Гнев Хана. Американский исследователь компьютерной графики Лорен Карпентер использовал усовершенствованные методы Мандельброта для моделирования инопланетного ландшафта.

## Компьютерная генерация фрактальных поверхностей

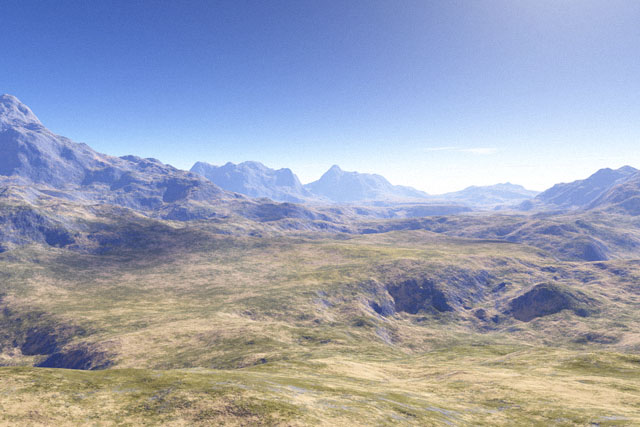
Пример фрактальной поверхности, сгенерированной компьютером

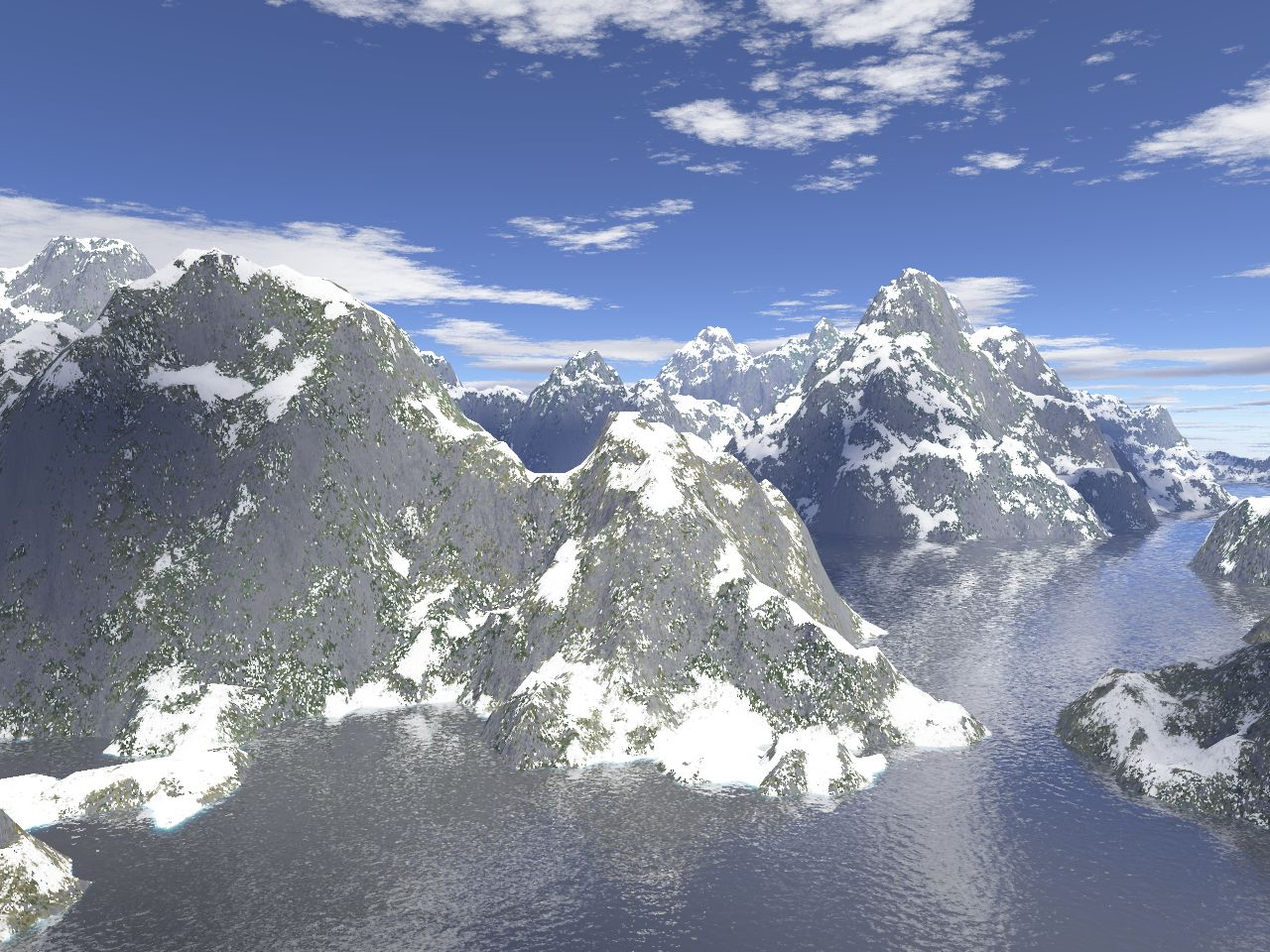
Модель участка земной поверхности, сгенерированная компьютером

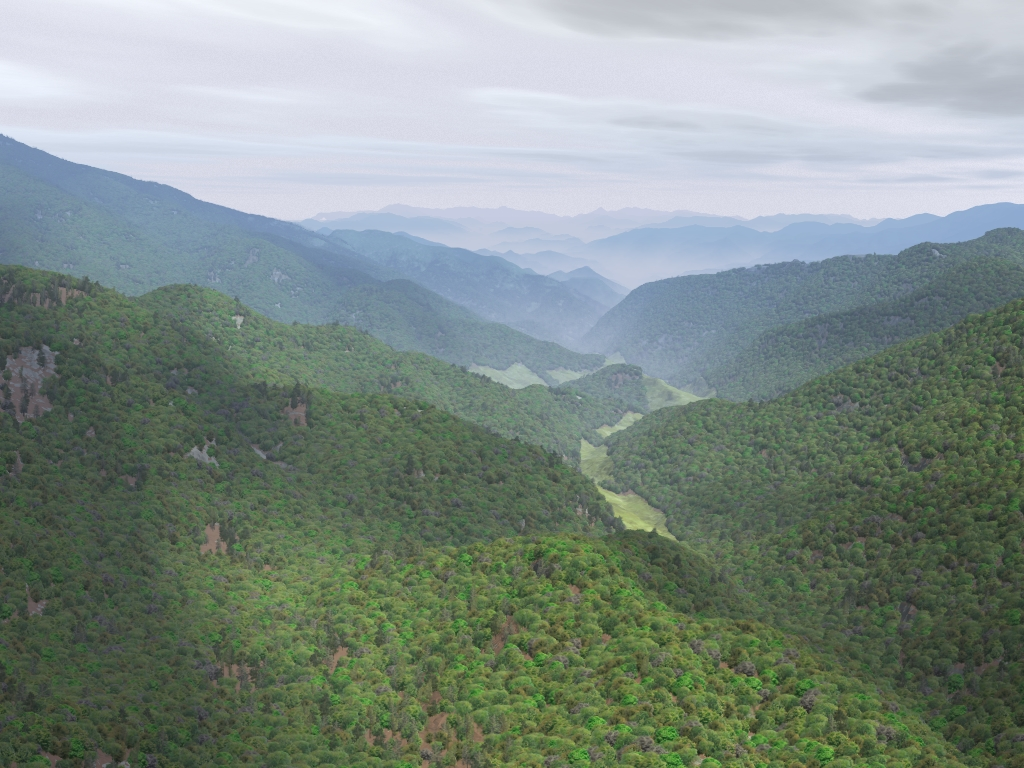
Сгенерированная компьютером фрактальная поверхность (лесистые холмы)

Для компьютерного моделирования фрактальной поверхности используется алгоритм Diamond-Square, который делит квадрат на четыре квадрата меньшей площади, затем случайным образом генерирует карту высот, упорядоченную в виде сетки из точек так, чтобы вся плоскость была покрыта квадратами. Процесс повторяется на четырёх новых квадратах, и так далее, пока желаемый уровень детализации не будет достигнут. Существует ряд алгоритмов генерации фрактальных объектов (например, объединение нескольких октав Simplex noise), способных создавать данные о поверхности, но наиболее распространённым является термин «фрактальная поверхность».